# Ardales
Ardales – gmina w Hiszpanii, w prowincji Malaga, w Andaluzji, o powierzchni 106,52 km². W 2011 roku gmina liczyła 2606 mieszkańców.

## Współpraca
- Blanes, Hiszpania